# Ottinger-Reiter-Marsch
Der Ottinger-Reiter-Marsch ist ein Marsch von Johann Strauss (Sohn) (op. 83). Das Werk wurde am 6. Oktober 1850 im Wiener Volksgarten erstmals aufgeführt.

## Einzelnachweis
1. ↑  Quelle: Englische Version des Booklets (Seite 61) in der 52 CDs umfassenden Gesamtausgabe der Orchesterwerke von Johann Strauß (Sohn), Hrsg. Naxos (Label). Das Werk ist als zehnter Titel auf der 21. CD zu hören.